# Brad Marchand
Brad Marchand (Halifax, Nueva Escocia, 11 de mayo de 1988) es un jugador profesional canadiense de hockey sobre hielo que se desempeña en la posición de extremo izquierdo en los Florida Panthers, equipo de la National Hockey League (NHL).

## Carrera
Fue seleccionado en la tercera ronda en la NHL Entry Draft de 2006. En 2009 hizo su debut profesional con el equipo Boston Bruins, donde jugó durante 16 temporadas antes de ser transferido a los Florida Panthers en marzo de 2025.